# Bolitoglossa schizodactyla
Bolitoglossa schizodactyla är en groddjursart som beskrevs av David Burton Wake och Arden H. Brame, Jr. 1966. Bolitoglossa schizodactyla ingår i släktet Bolitoglossa och familjen lunglösa salamandrar. IUCN kategoriserar arten globalt som livskraftig. Inga underarter finns listade.